# Fuso mitotico
Il fuso mitotico è una struttura del corpo nel filo statico e  del citoscheletro degli eucarioti e citoplasmatici coinvolta nella mitosi e nella meiosi. La sua funzione è di separare i cromosomi e tutto il materiale della cellula madre durante la divisione cellulare (sia mitosi che meiosi) per dar origine alle cellule figlie. 
Sin dal momento in cui i centrosomi si duplicheranno e si posizioneranno ai due poli opposti della cellula possiamo già capire dove nasceranno le due nuove cellule figlie.  
Assemblato dai centrioli, consiste in un fascio di microtubuli uniti alla fine ma separati a metà, di forma vagamente ellittica. Nella porzione centrale, nota come equatore del fuso, i microtubuli sono legati alla chinesina. Alle estremità unite, note come poli del fuso, i microtubuli sono organizzati attorno ai centrosomi.
Durante la profase della mitosi, alcuni dei microtubuli del fuso si agganciano ai cinetocori che uniscono sul centromero parte dei cromosomi. I cromosomi sono spinti in un allineamento lungo l'equatore del fuso a formare il fuso di metafase. Una volta che tutti i cromosomi sono allineati con i cromatidi agli estremi opposti del fuso, la cellula entra nell'anafase, in cui i cromatidi si separano e migrano verso i rispettivi poli. Il fatto che il centro del fuso determini il piano lungo il quale la cellula si dividerà durante la citochinesi, assicura che ognuna delle cellule figlie riceva uno di ciascun cromatide.
La principale funzione del fuso (mitotico o meiotico) è quella di garantire che la divisione cellulare sia efficiente.